# Філіра
Філі́ра (грец. Φιλύρα) — у давньогрецькій міфології — німфа, одна з Океанід, дочка Океана і Тетії.
Коханка Кроноса. Мати кентавра Хірона
Згідно з Псевдо-Гігіном "Коли Сатурн (Крон) переслідував Юпітера (Зевса) по всій землі, прибравши подобу жеребця, він ліг з Філірою, дочкою Океана. Від нього вона народила Хірона — кентавра, який, як кажуть, був першим, хто пізнав мистецтво цілительства. Коли Філіра побачила, що народила дивну істоту, то попросила Юпітера (Зевса) змінити її власну подобу, і була вона перетворена на дерево, зване липою."